# Sorin Oprescu
Pour les articles homonymes, voir Oprescu.
Sorin Mircea Oprescu, né le 7 novembre 1951 à Bucarest, est un ancien homme politique roumain. Condamné a plus de dix ans de prison pour corruption et constitution d'une bande organisée en mai 2022, il est depuis en fuite en Grèce. 
Médecin chirurgien de profession, il est sénateur du Parti social-démocrate de 2000 à 2008 et maire de Bucarest de 2008 à 2015, date de sa démission à la suite de son incarcération dans le cadre d'une affaire de corruption.

## Carrière professionnelle
En 1970, Sorin Oprescu réussit le concours d'entrée à la faculté de médecine de Bucarest et obtient son diplôme de médecin en 1976.
Il poursuit ensuite une spécialisation en chirurgie et est reçu docteur en sciences médicales, spécialité chirurgie en 1981. Il est notamment le médecin personnel de l'ancien chef de l'État Ion Iliescu.
Dans les années 1990, il est conseiller auprès du cabinet du ministre de la santé (1992-1993), puis à la ville de Bucarest (1996-2000).
En 2000, il est nommé professeur à l'université de médecine et pharmacie Carol-Davila.

## Carrière politique

### Parlementaire
Sorin Oprescu est élu sénateur de la capitale roumaine, Bucarest, en 2000, sous l'étiquette Parti social-démocrate. Il est réélu en 2004. Lors des législatures 2000-2004 et 2004-2008, il est vice-président de la commission sénatoriale chargée de la santé publique.
Il est président de la fédération PSD de Bucarest de février 2006 à sa démission du parti, en avril 2008. Lors du congrès extraordinaire du 10 décembre 2006, il brigue la présidence du PSD mais Mircea Geoană, avec sa plateforme programme « Roumanie sociale », est élu président du parti avec 981 voix contre 395.
En juin 2008, après son élection comme maire de Bucarest, Sorin Oprescu démissionne  de son poste de sénateur.

### Élection présidentielle de 2009
Il est l'un des douze candidats à l'élection présidentielle dont le 1er tour a lieu le 22 novembre 2009. Généralement crédité de la 4e place dans les sondages d'opinion, il arrive finalement en 6e position, avec 3,18 % des voix, devancés par Traian Băsescu, Mircea Geoană, Crin Antonescu, Corneliu Vadim Tudor et Hunor Kelemen. 

### Candidatures à la mairie de Bucarest
Sorin Oprescu brigue à trois reprises le poste de premier magistrat de la ville de Bucarest.
La première fois, en 1998, il n'est pas qualifié pour le second tour, devancé, respectivement, par Viorel Lis, de la Convention démocratique roumaine (CDR) et Gheorge Pădure, candidat sans étiquette.
Il se présente à nouveau aux élections municipales de 2000 et arrive en tête du 1er tour, devant Traian Băsescu, du Parti démocrate (PD). Au second tour, Traian Băsescu le devance avec 9 815 voix d'écart.

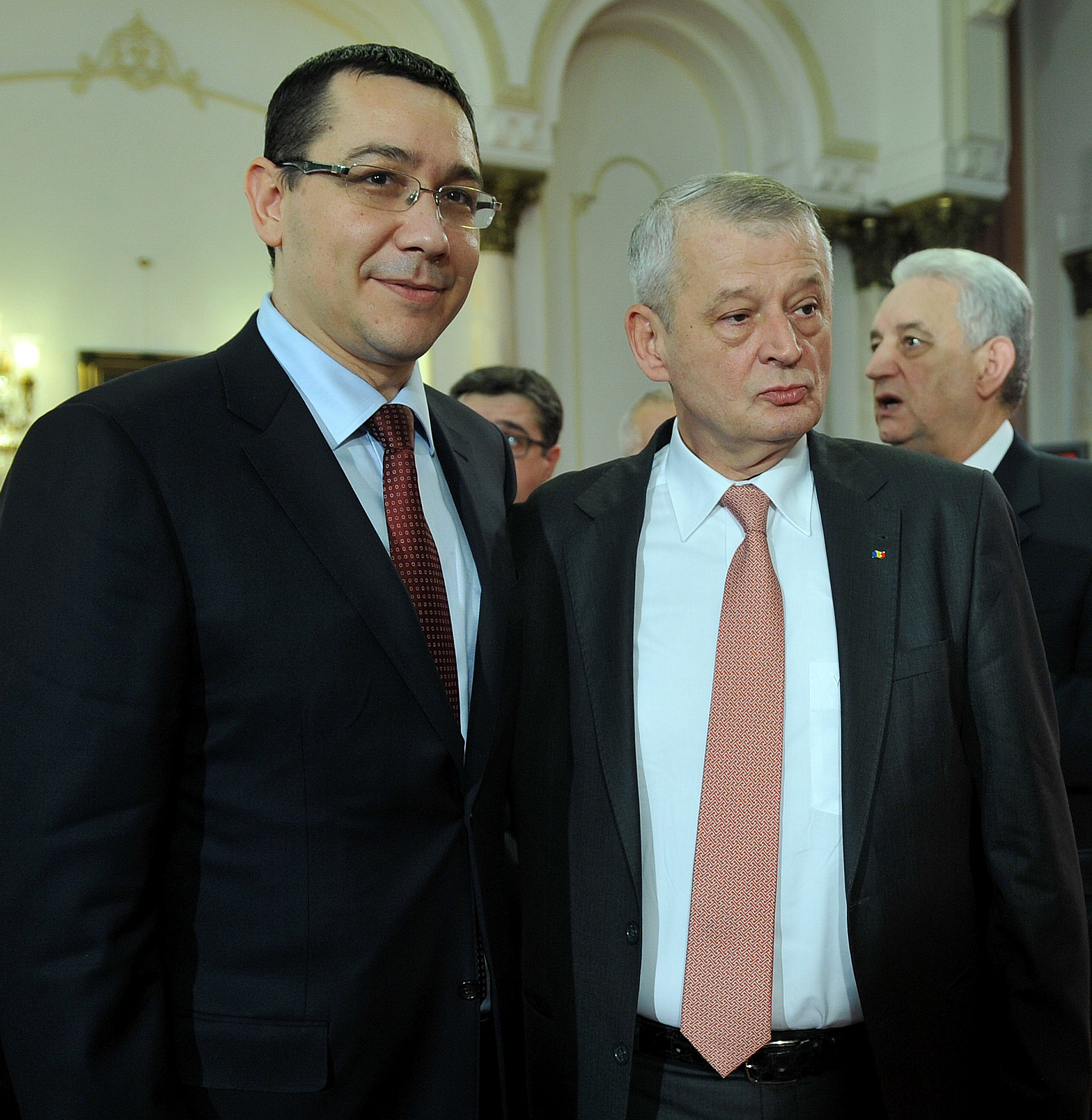
Sorin Oprescu aux côtés de Victor Ponta, le 10 février 2014.

Sorin Oprescu est pour la 3e fois candidat lors des élections municipales de juin 2008 où il est confronté à 18 adversaires, dont Cristian Diaconescu, l'ancien ministre de la justice, de mars à décembre 2004, du gouvernement d'Adrian Năstase. Cristian Diaconescu a obtenu l'investiture du Parti social-démocrate au détriment de Sorin Oprescu ; de ce fait, ce dernier démissionne donc de son parti au mois d'avril 2008 et choisit de se présenter comme candidat sans étiquette. Le 1er juin 2008, il arrive en tête du 1er tour de l'élection municipale, devançant le démocrate-libéral Vasile Blaga, l'ancien ministre de l'intérieur, et Cristian Diaconescu.
Au second tour, le 15 juin 2008, Sorin Oprescu obtient l'appui de son ex-formation politique et il remporte aisément l'élection face à Vasile Blaga, avec 56,55 % des suffrages. La droite roumaine enregistre ainsi dans la capitale une défaite historique.

### Corruption, incarcération et fuite
Au début du mois de septembre 2015, Sorin Oprescu est placé en rétention préventive pour 30 jours par la Direction nationale anticorruption (DNA), après avoir reçu un pot-de-vin de 25 000 euros,. Selon le communiqué de la DNA, entre 2013 en 2015, un groupe de fonctionnaires de l'administration locale de la municipalité de Bucarest s'est formé dans le but de conditionner l'attribution des contrats publics par la mairie au paiement d'une commission sur les profits bruts, Sorin Oprescu recevant 10 % de la valeur des contrats. Le 7 septembre, l'Agence nationale d'intégrité déclenche une procédure de vérification des avoirs de Sorin Oprescu. 
Le 13 mai 2022 Oprescu écope d'une peine de 10 ans et 8 mois ferme pour avoir reçu des pots-de-vin, constitution d'une bande organisée et abus de pouvoir . Il quitte le pays quelques jours avant le verdict pour la Grèce, ou il est d'abord arrêté. Cependant, la Cour d'Appel d’Athènes refuse son extradition et Oprescu est remis en liberté.

### Résultats des élections municipales de Bucarest
| Année | 1er tour         | 1er tour         | 1er tour         | 2e tour              |
| ----- | ---------------- | ---------------- | ---------------- | -------------------- |
| Année | Viorel Lis       | Gheorge Pădure   | Sorin Oprescu    | 2e tour              |
| 1998  | 241 017 - 41,6 % | 113 182 - 19,5 % | 111 759 - 19,3 % | Oprescu non qualifié |

| Année | 1er tour          | 1er tour          | 2e tour           | 2e tour           |
| ----- | ----------------- | ----------------- | ----------------- | ----------------- |
| Année | Traian Băsescu    | Sorin Oprescu     | Traian Băsescu    | Sorin Oprescu     |
| 2000  | 108 862 - 17,19 % | 260 689 - 41,16 % | 362 853 - 50,69 % | 353 038 - 49,31 % |

| Année | 1er tour          | 1er tour          | 2e tour           | 2e tour           |
| ----- | ----------------- | ----------------- | ----------------- | ----------------- |
| Année | Vasile Blaga      | Sorin Oprescu     | Vasile Blaga      | Sorin Oprescu     |
| 2008  | 161 165 - 29,56 % | 164 219 - 30,12 % | 242 760 - 43,45 % | 315 981 - 56,55 % |